# Antoine Louis Decrest de Saint-Germain
Antoine Louis Decrest de Saint-Germain, general de divizie (1761 - 1835), a fost un militar francez, important comandant de cuirasieri. A servit cu distincție într-o serie de bătălii importante, remarcându-se în special la Bătălia de la Austerlitz, unde a servit sub comanda generalului Nansouty.
1. ↑  Antoine Louis Decrest, Baza de date Léonore, accesat în 9 octombrie 2017